# Lancaster (Pennsylvania)
Lancaster település az Amerikai Egyesült Államok Pennsylvania államában, Lancaster megyében, melynek megyeszékhelye is. Lakosainak száma 58 039 fő (2020. április 1.).

## Népesség
A település népességének változása:

| 2010 | 59 322 |
| 2020 | 58 039 |